# Крикоплавчик
«Крикоплавчик» або «Пароплавчик крику» (англ. Screamboat) — американський слешер 2025 року режисера Стівена Ламорта. Хоррор-переосмислення анімаційного короткометражного фільму Уолта Діснея «Пароплавчик Віллі». У ньому йдеться про групу жителів Нью-Йорка, яких переслідує лиховісний варіант Мікі Мауса.
Версія Мікі Мауса з «Пароплавчика Віллі» стала публічним надбанням 1 січня 2024 року. Через день було анонсовано фільм.

## Синопсис
Фільм розповідає про групу жителів Нью-Йорка, які під час нічної поїздки на поромі стикаються зі смертельною загрозою, коли підступне мишеня починає атакувати нічого не підозрюючих пасажирів. Екіпаж має об'єднати зусилля, щоб запобігти смертельній загрозі, перш ніж їхня подорож на роботу перетвориться на кошмар.

## Акторський склад
- Девід Говард Торнтон — Крикоплавчик
- Тайлер Поузі — Майк
- Кейлі Хаймен — Сінді
- Джаред Джонстон — Ніл
- Брайан Квін — Мітч МакЕверлі
- Сара Копкін — Ільза Аріндель
- Еллісон Піттел — Селена
- Емі Шумахер — Ембер
- Джессі Поузі — Піт
- Брайан Сколаро — капітан Кларк
- Джессі Коув — лейтенант Діаз
- Румі Сі Жан-Луї — Маттео
- Чарльз Едвін Пауелл — Молінарі

## Виробництво
1 січня 2024 року анімаційний фільм з Міккі Маусом «Пароплавчик Віллі» став публічним надбанням. Через день першим тизером анонсували фільм. Офіційна назва Screamboat стала відомою 8 квітня 2024 року. 10 червня був оголошений акторський склад, включно з Девідом Говардом Торнтоном в ролі Крикоплавчика. У листопаді 2024 року з'явилася інформація, що головні ролі виконають Тайлер Поузі та Кейлі Хаймен.

## Випуск
Фільм вийшов у кінотеатральний прокат 2 квітня 2025 року на кіностудії Iconic Events Releasing. Допрем'єрний показ відбувся 1 квітня на площі Регал Юніон Сквер у Мангеттені, Нью-Йорк.